# Wilhelm Röpke

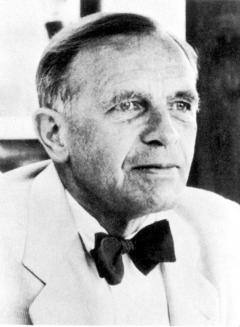
Wilhelm Röpke

Wilhelm Röpke ( geboren 10 oktober 1899 te Schwarmstedt bij Hannover - overleden 12 februari 1966 te Genève) was een Duits econoom die in zijn geschriften probeerde het liberale marktdenken met een conservatieve kritiek op de moderne maatschappij te verenigen. Met zijn pleidooi voor een gematigd kapitalisme groeide Röpke in de jaren vijftig van de twintigste eeuw uit tot een van de voornaamste geestelijke vaders van de soziale Marktwirtschaft.

## Levensloop
Wilhelm Röpke werd in 1899 in het plaatsje Schwarmstedt bij Hannover geboren. Zijn vader was plattelandsdokter en de jonge Röpke groeide in een agrarische omgeving op. Röpke promoveerde in 1921 op de Duitse kalimijnbouw en werd in 1924 op de leeftijd van 25 jaar professor aan de universiteit van Jena. Röpke was toen de jongste professor in het gehele Duitse taalgebied. In 1930 werd Röpke lid van een rijkscommissie ter bestrijding van de economische crisis (Kommission zum Studium der Arbeitslosenfrage). In het voorjaar van 1933 werd Röpke door de nazi’s verboden verder college te geven, omdat hij een van het nationaalsocialisme sterk afwijkende economische theorie verkondigde. Als een van de eerste Duitse hoogleraren was Röpke genoodzaakt zijn land te verlaten. Hij emigreerde in 1935 naar Istanboel. In 1937 werd Röpke professor in Genève. Na de Tweede Wereldoorlog groeide Röpke uit tot een van de belangrijkste Duitse economen. Wilhelm Röpke stierf in 1966 in Cologny bij Genève.

## Röpkes gedachten over economie en samenleving
Röpke heeft geen eigen nieuwe economische theorie ontwikkeld, zoals dit voor hem bijvoorbeeld Keynes heeft gedaan. Röpke deed in zijn geschriften een poging het liberale marktprincipe met een conservatieve kritiek op de moderne maatschappij te verbinden. Hij zocht naar een derde weg tussen laissez-faire-kapitalisme en een door de staat geleide economie.
Röpke ging uit van een spanningsveld tussen een consequent toegepast liberalisme en waarden die hij voor een goed functioneren van de maatschappij noodzakelijk achtte. Als gematigd conservatief huiverde Röpke voor de toepassing van de wetten van de markt op terreinen die buiten het bereik van de economie vallen. In zijn gedachten over economie en samenleving legde hij de nadruk op immateriële waarden, het belang van historische gegroeide instituties en de noodzaak van wat hij "vorkapitalistische Reserven" noemde: deugden als standvastigheid, trouw, plichtsbesef en dienstbaarheid aan anderen.
Net als zijn collega Friedrich Hayek was Röpke van mening dat een planeconomie gedoemd was te mislukken en wees hij op de verantwoordelijkheid van mensen voor elkaar. De vrijheid van de markt beschouwde Röpke als het enige juiste alternatief voor de afgedwongen solidariteit van het collectivisme. Röpke zag weinig in uitgebreide sociale voorzieningen van de kant van de staat. Deze ondermijnden volgens Röpke de deugden die voor een vrije en rechtvaardige maatschappij noodzakelijk zijn.

## Röpkes invloed
Vooral in het eerste decennium na de Tweede Wereldoorlog was Röpkes faam groot. Zijn Lehre von der Wirtschaft (1937) verscheen in veertien talen. Röpke schreef veel stukken voor kranten en tijdschriften en bereikte daarmee een ongekend groot aantal lezers buiten zijn eigen vakgebied.

## Verkorte bibliografie
Röpkes publicatielijst omvat meer dan 800 titels, waaronder vele boeken, memoranda voor de bondsregering (Ist die deutsche Wirtschaftspolitik richtig, 1950), voordrachten en artikelen voor kranten en tijdschriften. Tot zijn bekendste werken behoren
1937 Die Lehre von der Wirtschaft

1944 Civitas Humana

1950 Maß und Mitte

1958 Jenseits von Angebot und Nachfrage
- Base de données des élites suisses: 77469
- Bibsys: 90226703
- Biblioteca Nacional de España: XX1155337
- Bibliothèque nationale de France: cb12379797q (data)
- Catàleg d'autoritats de noms i títols de Catalunya: 981058612225506706
- CiNii: DA00600824
- Gemeinsame Normdatei: 118601989
- Historisch woordenboek van Zwitserland: 044478
- International Standard Name Identifier: 0000 0001 1468 3656
- Library of Congress Control Number: n80115897
- Nationale Bibliotheek van Letland: 000220644
- Bibliotheek van het Japanse parlement: 00454609
- Nationale Bibliotheek van Tsjechië: kup19990000083936
- Nationale bibliotheek van Australië: 35461345
- Nationale Bibliotheek van Israël: 987007276778405171
- Nationale Bibliotheek van Polen: a0000002754023
- Nederlandse Thesaurus van Auteursnamen: 071091882
- Réseau des bibliothèques de Suisse occidentale: 02-A003774098
- Istituto Centrale per il Catalogo Unico: CUBV135867
- LIBRIS: 341489
- Système universitaire de documentation: 032847904
- Trove: 961155
- Virtual International Authority File: 17304050
- WorldCat: E39PBJhxmvRDKmdFRTcpgkg9Xd